# Phlyctochytrium arcticum
Phlyctochytrium arcticum är en svampart som beskrevs av D.J.S. Barr 1970. Phlyctochytrium arcticum ingår i släktet Phlyctochytrium och familjen Chytridiaceae.   Inga underarter finns listade i Catalogue of Life.